# Georges Kriéger

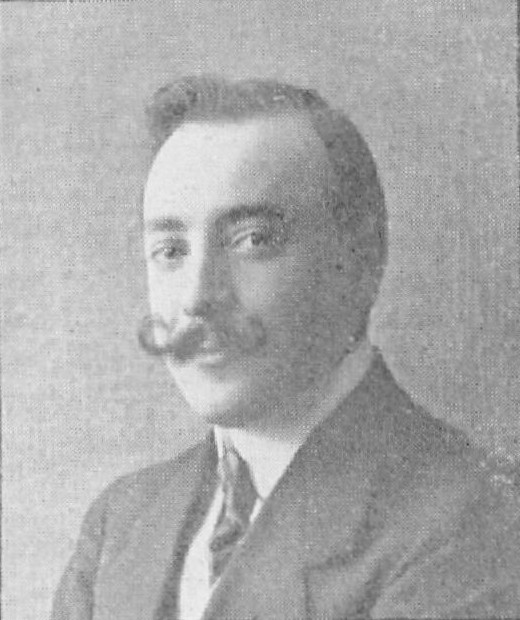
Georges Kriéger

Georges Kriéger (* 9. November 1885 in Poligny, Département Jura; † 7. September 1914 in Courbesseaux) war ein französischer Organist und Komponist.

## Leben
Kriéger war Orgelschüler von Eugène Gigout, Louis Vierne und Alexandre Guilmant. Er wirkte als Chororganist an der Kirche La Madeleine in Paris. Während des Ersten Weltkrieges zum Kriegsdienst eingezogen fiel er 1914.
Er komponierte u. a. eine Toccata und ein Andante für Orgel. Seine Toccata e-Moll wurde von John Scott Whiteley auf der CD The romantic organ eingespielt.

## Quelle
- Pupils of Alexandre Guilmant